# Església de Santa Olària d'o Elsón
L'església de Santa Olaria d'o Elsón és una temple catòlic de l'Aragó situat a la localitat d'o Elsón, al municipi de l'Aïnsa, a la comarca del Sobrarb.
Fou construïda a la primera meitat del segle XVI en estil renaixentista i és un Bé d'Interès Cultural des de la dècada del 1970.
Rep el sobrenom de "Seu de Sobrarb" per les seves dimensions.

## Construcció
La primera fase de construcció va començar la primera meitat del segle XVI i va finalitzar el 1546. Va ser dirigida per Chuan Tellet, mestre d'obra que també es va encarregar de la construcció de la veïna església de Santa Maria de l'Assumpció de Castilló de Sobrarb.
Cinquanta anys més tard, cap al 1596, es va realitzar una segona etapa de construcció, dirigida per Chuan Costa, que hi va afegir la portalada i el campanar El 1601 es fa una taxació d'unes obres de consolidació fetes per Martín Torón.
El cor i les pintures interiors de l'església es van acabar el 1721.

### Arquitectura
L'església és compacta, de nau alta i d'absis poligonal. Es considera que és una construcció d'estil transicional entre el gòtic tardà aragonès i el Renaixement, amb alguns elements posteriors d'estil barroc.
Abans de la Guerra Civil disposava d'un gran repertori d'obres escultòriques, de les quals encara se'n conserven algunes. El campanar es compon de tres cossos en altura: el de sota és quadrat, i els dos de dalt tenen la planta octogonal, amb garitons laterals visibles.

## Imatges

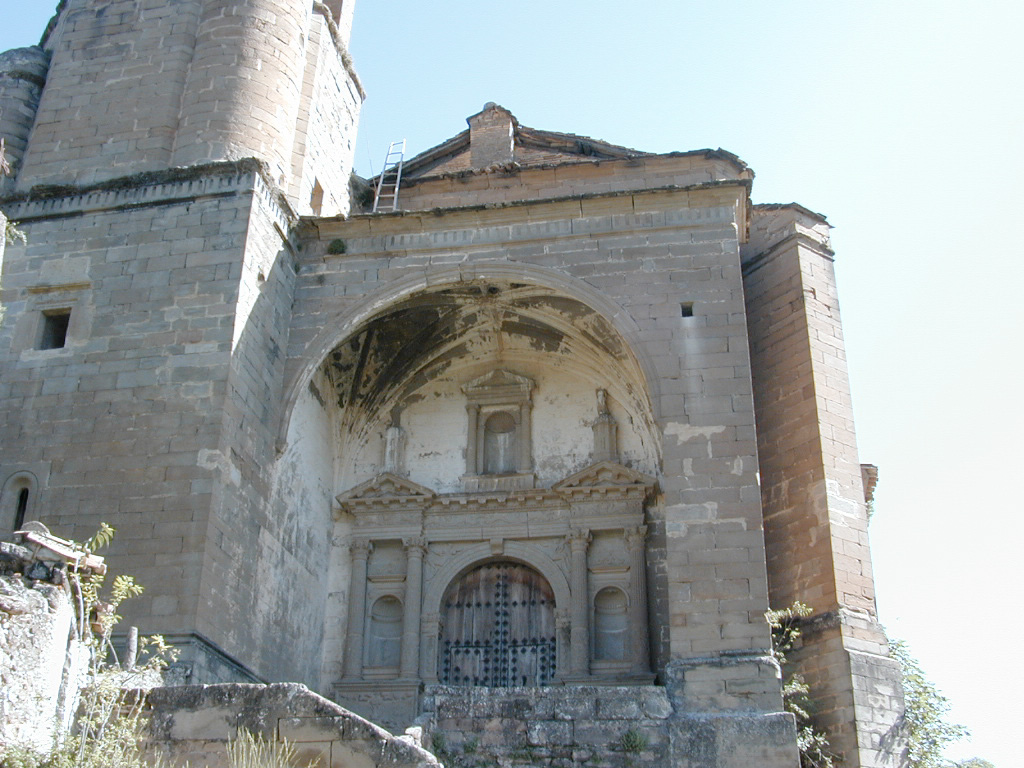
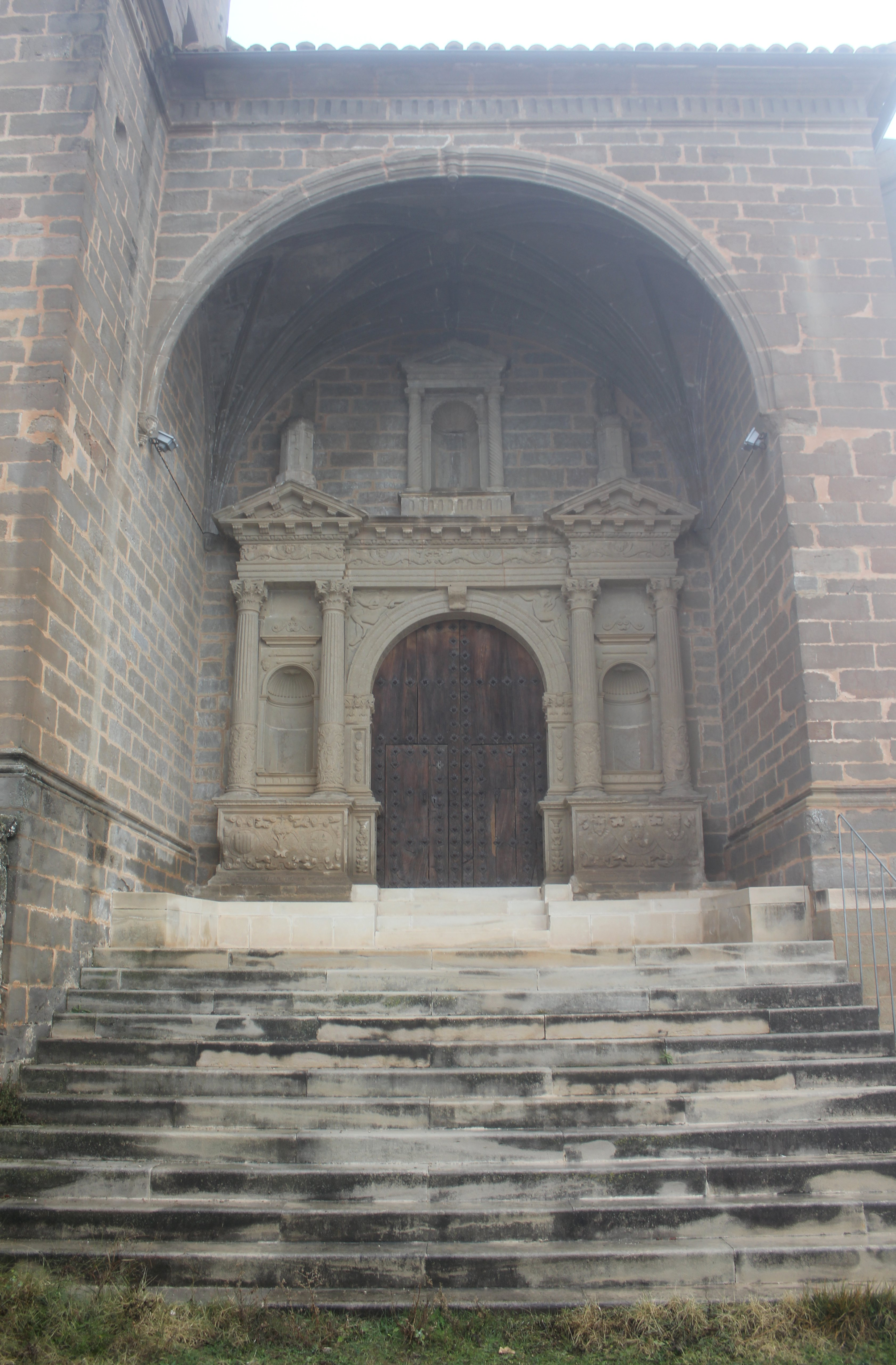